# Mott
Mott és una població dels Estats Units a l'estat de Dakota del Nord. Segons el cens del 2000 tenia 808 habitants.

## Demografia
Segons el cens del 2000, Mott tenia 808 habitants, 362 habitatges, i 205 famílies. La densitat de població era de 346,6 hab./km².
Dels 362 habitatges en un 22,4% hi vivien nens de menys de 18 anys, en un 50,6% hi vivien parelles casades, en un 5,5% dones solteres, i en un 43,1% no eren unitats familiars. En el 42,3% dels habitatges hi vivien persones soles el 27,6% de les quals corresponia a persones de 65 anys o més que vivien soles. El nombre mitjà de persones vivint en cada habitatge era de 2,06 i el nombre mitjà de persones que vivien en cada família era de 2,83.
Per edats la població es repartia de la següent manera: un 20,8% tenia menys de 18 anys, un 3% entre 18 i 24, un 18,1% entre 25 i 44, un 23,9% de 45 a 60 i un 34,3% 65 anys o més.
L'edat mediana era de 51 anys. Per cada 100 dones de 18 o més anys hi havia 86,6 homes.
La renda mediana per habitatge era de 27.583 $ i la renda mediana per família de 33.929 $. Els homes tenien una renda mediana de 24.327 $ mentre que les dones 15.833 $. La renda per capita de la població era de 15.718 $. Entorn del 9,6% de les famílies i el 13,9% de la població estaven per davall del llindar de pobresa.

## Poblacions més properes
El següent diagrama mostra les poblacions més properes.